# Hofmark Pasenbach

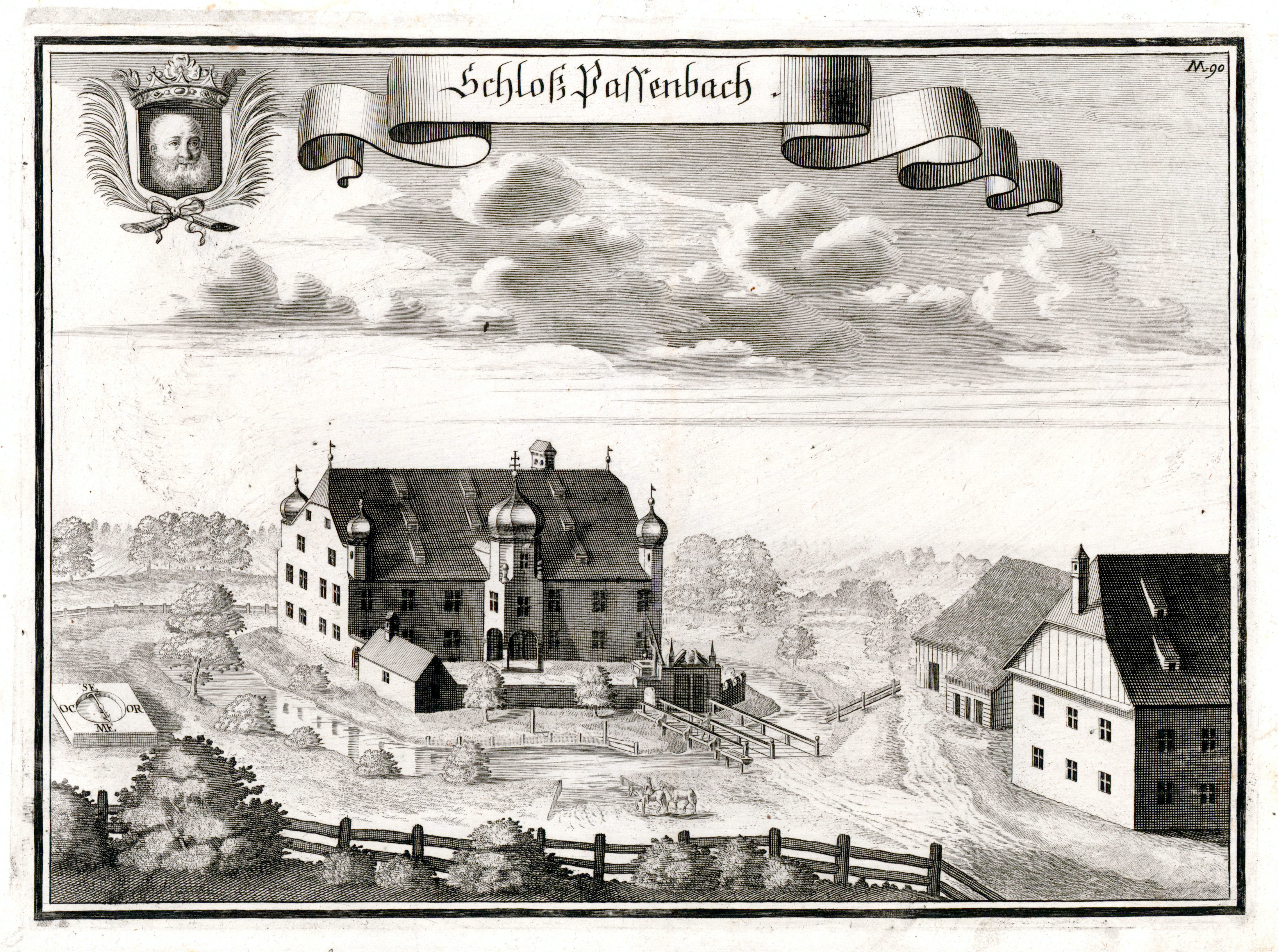
Schloss Pasenbach, Kupferstich von Michael Wening (um 1700)

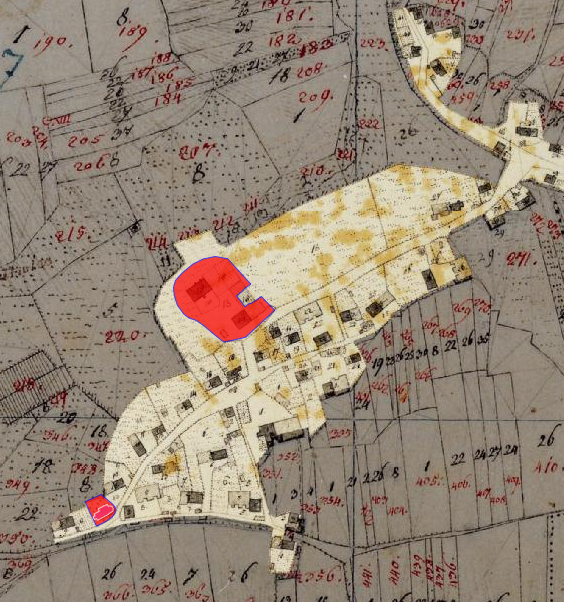
Lageplan von Schloss Pasenbach auf dem Urkataster von Bayern

Die Hofmark Pasenbach war eine Hofmark mit Sitz auf Schloss Pasenbach in Pasenbach, heute ein Gemeindeteil von Vierkirchen im oberbayerischen Landkreis Dachau. 
Das Schloss liegt 240 m nordöstlich der Filialkirche St. Leonhard und Anna in Pasenbach. Die Anlage wird als Bodendenkmal unter der Aktennummer D-1-7634-0182 als „abgegangenes Hofmarkschloss des Mittelalters und der frühen Neuzeit (‚Schloss Pasenbach‘)“ geführt.

## Geschichte
Das ursprüngliche Schloss gehörte von 1220 bis 1400 den Herren von Daxberg, die sich Daxberg zu Pasenbach nannten. 1440 wird Pasenbach erstmals als Hofmark bezeichnet und als Besitzer waren die Wildprecht und Schrenk bis ins 16. Jahrhundert bekannt. 
Das Schloss kam Anfang des 16. Jahrhunderts in den Besitz des Münchner Patriziergeschlechts der Barth, die bis Anfang des 19. Jahrhunderts ansässig blieben. Im Dreißigjährigen Krieg wurde das Schloss 1632 durch die Schweden zerstört. Ab 1662 wurde es wieder aufgebaut. Der letzte Barth hatte eine Tochter, die um 1810 den bayerischen Leutnant Rudolf von Rechthaler heiratete. Danach erwarb Graf Spreti von Unterweilbach den Besitz in Pasenbach (1840–1843). Er verkaufte ihn 1843 an den Bauern Franz Grahamer. Danach wurde das Schloss abgebrochen und die übrigen Gebäude wurden landwirtschaftlich genutzt.

## Beschreibung
Schloss Pasenbach war ein rechteckiger, zweigeschossiger Bau mit einem hohen Satteldach, der von einem breiten Wassergraben umgeben war. An den vier Ecken befanden sich kleine Türmchen mit Zwiebeldächern. Ein massiver quadratischer Zwiebelturm beherrschte die Südseite des Schlosses. Von dem Schloss hat sich nichts erhalten. Das Schlossareal ist heute teilwseise modern überbaut.